# Abyssascidia
Abyssascidia is een geslacht uit de familie Corellidae en de orde Phlebobranchia uit de klasse der zakpijpen (Ascidiacea).

## Soorten
- Abyssascidia millari Monniot F., 1971
- Abyssascidia pedunculata Sluiter, 1904
- Abyssascidia wyvillii Herdman, 1880

Niet geaccepteerde soort:
- Abyssascidia vasculosa Herdman, 1888 → Ascidia bathybia Hartmeyer, 1922